# 纳瓦塞拉达
纳瓦塞拉达，是西班牙马德里自治区的一个市镇。总面积27,29平方公里，总人口2863人（2013年），人口密度105人/平方公里。